# لين وايتفيلد
لين وايتفيلد (بالإنجليزية: Lynn Whitfield)‏ هي ممثلة أمريكية، ولدت في 6 مايو 1953 في الولايات المتحدة. من الجوائز التي نالتها NAACP Image Award for Outstanding Performance by a Youth (Series, Special, Television Movie or Limited-Series) ‏ سنة 2000.

## أعمال

### أفلام
- (1994) إن ذا آرمي ناو
- (2008) النساء[5]
- (2018) نابلي إلي الأبد

### مسلسلات
- فلاش فورورد

## جوائز
- NAACP Image Award for Outstanding Performance by a Youth (Series, Special, Television Movie or Limited-Series) [الإنجليزية]‏ (2000)

## وصلات خارجية
- لين وايتفيلد على موقع IMDb (الإنجليزية)
- لين وايتفيلد على موقع ألو سيني (الفرنسية)
- لين وايتفيلد على موقع أول موفي (الإنجليزية)
- لين وايتفيلد على موقع قاعدة بيانات برودواي على الإنترنت (الإنجليزية)
- لين وايتفيلد على موقع قاعدة بيانات الأفلام السويدية (السويدية)
- لين وايتفيلد على موقع إن إن دي بي (الإنجليزية)
- لين وايتفيلد على موقع قاعدة بيانات الفيلم (الإنجليزية)
- لين وايتفيلد على موقع كينوبويسك (الروسية)